# Lisiewice Małe
Lisiewice Małe [pronunciación en polaco: /liɕɛˈvit͡sɛ ˈmawɛ/] es un pueblo ubicado en el distrito administrativo de Gmina Domaniewice, dentro del Distrito de Łowicz, Voivodato de Łódź, en Polonia central. Se encuentra aproximadamente a 9 kilómetros al norte de Domaniewice, a 11 kilómetros al oeste de Łowicz, y a 40 kilómetros al noreste de la capital regional Łódź.